# 东城街道 (台州市)
东城街道，中国浙江省台州市黄岩区下辖的一个街道。

## 行政区划
现辖：
百花社区、东浦社区、塔苑社区、山亭社区、砚池社区、城外洲社区、方山社区、九峰社区、桔乡社区、海棠社区、白杨社区、王西村、王东村、埭西村、埭东村、王林洋村、双浦村、上渚前洋村、上渚后洋村、红三村和红四村。